# Trichotolinum deserticola
Trichotolinum es un género monotípico de plantas de la familia Brassicaceae. La única especie, Trichotolinum deserticola, es originaria de Argentina de donde es un endemismo de Chubut y Santa Cruz.

## Descripción
Es una planta herbácea perennifolia con tallos que alcanzan los 9 cm de altura. Las hojas pecioladas de 1-3 cm x 2-6 mm, con lóbulos laterales. La inflorescencia en racimos con hasta 20 flores.

## Taxonomía
Trichotolinum deserticola fue descrito por (Speg.) O.E.Schulz y publicado en Botanische Jahrbücher für Systematik, Pflanzengeschichte und Pflanzengeographie 66: 94. 1933.
Sinonimia
- Sisymbrium deserticola Speg. basónimo
- Sophia deserticola (Speg.) Macloskie[3]